# Syká
Syká (Syka) är en ort i Grekland.   Den ligger i prefekturen Fthiotis och regionen Grekiska fastlandet, i den centrala delen av landet, 170 km nordväst om huvudstaden Aten. Syká ligger 262 meter över havet och antalet invånare är 216.
Terrängen runt Syká är varierad.Runt Syká är det ganska glesbefolkat, med 21 invånare per kvadratkilometer. Närmaste större samhälle är Spercheiáda, 6,6 km väster om Syká. 